# 保養
| ウィキペディアには「保養」という見出しの百科事典記事はありません（タイトルに「保養」を含むページの一覧/「保養」で始まるページの一覧）。 代わりにウィクショナリーのページ「保養」が役に立つかもしれません。 |